# چهکند مود
چهکند روستایی در شهرستان سربیشه است. چهکند در زبان پهلوی معنی مکان بلند است. این روستا ۲ قنات دارد. این روستا حدود صد خانه و هزار نفر ساکن دارد و زادگاه بزرگ مردی به نام امیر چهکندی بوده است